# IC 4954
IC 4954 ist ein Reflexionsnebel im Sternbild Fuchs. Das Objekt wurde im September 1901 vom US-amerikanischen Astronomen DeLisle Stewart entdeckt.